# Teoria lodowa
Teoria lodowa (niem. Welteislehre, Glazialkosmogonie – teoria zlodowacenia powszechnego) – pseudonaukowy i sprzeczny z wszelką wiedzą empiryczną pogląd wymyślony w 1894 roku przez austriackiego inżyniera Hansa Hörbigera.

## Opis
Teoria lodowa zakłada, że lód jest podstawową substancją wszystkich procesów zachodzących w kosmosie, a jego największe pokłady znajdują się na księżycu, Drodze Mlecznej i w eterze kosmicznym. Oprócz wyjaśniania wszystkich zjawisk astronomicznych, geologicznych i meteorologicznych teoria lodowa odgrywała rolę także podwalin pod nową "kulturową historię kosmiczną", tworząc nowy obraz świata nazwany przez Hörbigera "astronomią tego, co niewidzialne".

## Podział na okresy
Historia lodowej teorii została podzielona na trzy odróżniające się okresy, każdy scharakteryzowany pewnymi wydarzeniami.

### Okres pierwszy (1894–1918)
Na początku teoria próbowała odpowiedzieć na pytania dotyczące wiedzy o kosmosie oraz znaczenia eksperymentów tej teorii. W tym okresie uwidacznia się powiązanie intuicji Hörbigera i jego eksperymentów. Austriak nazywa je połączeniem "niewątpliwych faktów" uzyskanych dzięki "kreatywnej intuicji" z "matematycznymi fikcjami", które były efektem "sztucznych eksperymentów". Pierwsze próby rozpowszechnienia teorii lodowej w środowisku naukowym przed I wojną światową były bezowocne.

### Okres drugi (1919–1931)
Okres drugi odznacza się największym zainteresowaniem tą teorią. W 1919 r. Hörbiger zmienił swoją strategię. Postanowił upublicznić swoją teorię szerszemu kręgowi odbiorców, a nie tylko uniwersytetom i akademiom naukowym. Sądził, że akceptacja jego idei przez "masy" spowoduje nacisk na środowiska akademickie i wymuszenie na nich przyjęcia teorii lodowej i włączenie jej do nauki. By tak się stało, powoływał do życia grupy propagujące jego teorię, powstało szereg filmów, audycji radiowych, czasopism i opowiadań. Wszystkie te starania zaowocowały przekonaniem setek ludzi, w tym Adolfa Hitlera, Hermanna Göringa oraz Heinricha Himmlera, że teoria lodowa jest teorią opartą na nauce.

### Okres trzeci (1931–1945)
W tym okresie teoria lodowa miała swoich zwolenników w środowisku nazistowskim i ich organizacji "badawczej" Ahnenerbe. Teoria była propagowana jako "niemiecka antyteza do żydowskiej teorii względności" w późnych latach 20. XX w. W 1931 roku, po śmierci Hörbigera zwolennicy teorii lodowej postanowili, że w obliczu zmieniającej się sytuacji politycznej w Niemczech włączą teorię do Narodowego Socjalizmu, co doprowadzi do jej powszechnej akceptacji.

## Przyczyny popularności
Powodem, dla którego Hans Hörbiger zdobył wielu zwolenników teorii lodowej, były sprzyjające warunki polityczne i społeczne, które doprowadziły do odrodzenia pseudonauki kosmologicznej w pierwszych trzech dekadach XX w.